# Stadio Bannikov
Lo stadio Bannikov (uk. Стадіон Ба́нніков) è un impianto sportivo situato a Kiev. Lo stadio è stato usato per le gare casalinghe di vari club, tra cui Obolon' nel 2005, Arsenal Kiev dal 2008 al 2010, Olimpik Donec'k dal 2014 al 2021, Metalist 1925 dal 2022. L'impianto ha una capienza di 1 678 spettatori. Lo stadio è intitolato a Viktor Bannikov, calciatore sovietico che fu presidente della federazione calcistica dell'Ucraina.